# Торайбеляк
Торайбеля́к (рос. Торайбеляк, марій. Торавлак) — присілок у складі Куженерського району Марій Ел, Росія. Входить до складу Токтайбеляцького сільського поселення.

## Населення
Населення — 1 особа (2010; 10 у 2002).
Національний склад (станом на 2002 рік):
- марійці — 90 %